# Claire Robbins
Claire Robbins (Columbus, Oregón; 20 de enero de 1986) es una actriz pornográfica retirada estadounidense.

## Biografía
Claire Robbins, nombre artístico de Adrian Lebrasseur, nació en enero de 1986 en la ciudad de Portland, en el estado de Oregón. Tuvo diversos trabajos como reponedora o secretaria en su ciudad natal antes de ingresar en la industria pornográfica. Si bien al comienzo no se mostró interesada por la pornografía, después de realizar algunas sesiones de modelaje erótico, decidió probar más, contactando con una agencia del sector en Florida, a donde se desplazó para grabar una escena en línea.
Acabó debutando como actriz pornográfica y rodando sus primeras escenas en 2005, con 19 años. Trabajó para estudios como Hustler Video, Vivid, Naughty America, Evil Angel, Wicked Pictures, Girlfriends Films, Red Light District, Digital Playground, Sweetheart Video, Elegant Angel, Kink.com, Zero Tolerance o New Sensations, entre otros.
En 2011 recibió su primera nominación en los Premios AVN a la Mejor escena POV de sexo por Jerkoff Material 4.
En los premios de la industria destacó por su papel como actriz de reparto, lo que le llevó a estar presente en los Premios AVN y XBIZ y a recibir diversas nominadas. En los AVN fue nominada en 2014 y 2015 por sus papeles en What Do You Want Me to Say? y 24 XXX: An Axel Braun Parody.
Se le suman las nominaciones en los XBIZ a Mejor actriz de reparto en 2015 por Wetwork y 2016 por Control.
Claire Robbins se retiró como actriz en 2017, habiendo aparecido hasta entonces en algo más de 240 películas.
Rodó películas como Bad Lesbian 4, DP Overdose, Elastic Assholes 4, Fuck Me 2, In Deep, Jack's Teen America 13, Lesbian Babysitters 13, National Asstime, Praise the Load 5, Sinful Temptations o Teenage Wasteland.

## Premios y nominaciones
| Año  | Ceremonia                   | Resultado | Premio                                    | Trabajo                      |
| ---- | --------------------------- | --------- | ----------------------------------------- | ---------------------------- |
| 2011 | Premios AVN                 | Nominada  | Mejor escena POV de sexo                  | Jerkoff Material 4           |
| 2014 | Premios AVN                 | Nominada  | Mejor actriz de reparto                   | What Do You Want Me to Say?  |
| 2014 | Spank Bank Awards           | Nominada  | Best All Around Porn Goddess              | —                            |
| 2014 | Spank Bank Awards           | Nominada  | Fetish Virtuoso of the Year               | —                            |
| 2014 | Spank Bank Awards           | Nominada  | Mattress Actress of the Year              | —                            |
| 2014 | Spank Bank Awards           | Nominada  | Most Spanked To Girl of the Year          | —                            |
| 2014 | Spank Bank Awards           | Nominada  | The New Definition of 'Sexy'              | —                            |
| 2014 | Spank Bank Awards           | Nominada  | Tweeting Twat of the Year                 | —                            |
| 2015 | Premios AVN                 | Nominada  | Mejor actriz de reparto                   | 24 XXX: An Axel Braun Parody |
| 2015 | Premios AVN                 | Nominada  | Premio fan: Personalidad más extravagante | —                            |
| 2015 | Spank Bank Awards           | Nominada  | America's Porn Sweetheart                 | —                            |
| 2015 | Spank Bank Awards           | Nominada  | Dirty Little Slut of the Year             | —                            |
| 2015 | Spank Bank Awards           | Nominada  | Fetish Virtuoso of the Year               | —                            |
| 2015 | Spank Bank Awards           | Nominada  | Mattress Actress of the Year              | —                            |
| 2015 | Spank Bank Awards           | Ganadora  | The Total Package                         | —                            |
| 2015 | Spank Bank Technical Awards | Ganadora  | Best Twisted Sense of Humor               | —                            |
| 2015 | Spank Bank Technical Awards | Ganadora  | Best Youtube Channel EVER!                | —                            |
| 2015 | Spank Bank Technical Awards | Ganadora  | Most Eager Spanking Receiver              | —                            |
| 2015 | Spank Bank Technical Awards | Ganadora  | Most Likely To Have A 'Spitting' Orgasm   | —                            |
| 2015 | Premios XBIZ                | Nominada  | Mejor actriz de reparto                   | Wetwork                      |
| 2016 | Premios XBIZ                | Nominada  | Mejor actriz de reparto                   | Control                      |